# Jean Skey Eustace
Pour les articles homonymes, voir Eustache.
Jean Skey Eustache, né le 10 août 1760 au Flushing, est un général américain de la révolution française.

## États de service
Citoyen américain, il est venu en France (Bordeaux) pour servir les armées de la révolution.
Il est nommé colonel le 29 août 1781 dans l’armée américaine, et le 20 avril 1792, il devient colonel dans l’armée française.
Le 5 juin 1792, il est aide de camp du maréchal Luckner, et il est promu général de brigade le 7 septembre 1792, à l’armée du nord.
Le 29 mars 1793, il est condamné par le tribunal de Paris pour insubordination, libéré le 22 avril 1793, il obtient le 8 août 1793, un passeport pour retourner aux États-Unis. Il reste cependant en France pour maintenir le contact, lors des pourparlers de paix, avec l’envoyé anglais Malmesbury sous la supervision de la police.

## Sources
- (en) « Generals Who Served in the French Army during the Period 1789-1814: Eberle to Exelmans »